# Molophilus basispinosus
Molophilus basispinosus är en tvåvingeart som beskrevs av Alexander 1981. Molophilus basispinosus ingår i släktet Molophilus och familjen småharkrankar. Inga underarter finns listade i Catalogue of Life.